# 電容災難

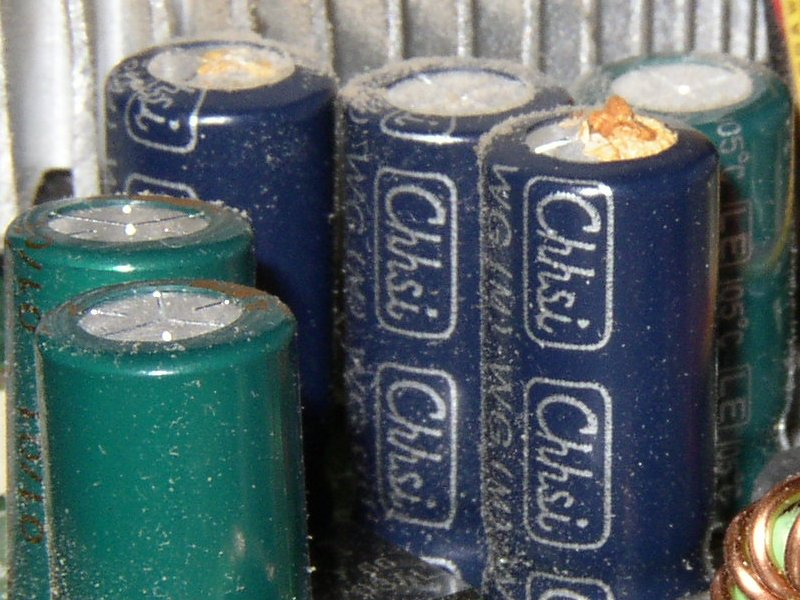
在主機板上爆漿的Chhsi電解電容

電容爆漿指電子產品因電容器使用壽命提早結束而造成的損毀現象，多發生在主機板、顯示卡、日光燈穩定器及個人電腦的電源供應器上。電容災難（Capacitor plague）也指1999年至2007年间的非固态铝电解电容器故障率超出预期。
20世纪90年代，以红宝石（Rubycon）为首的日本厂商开始研发一种新型、低內阻的水基电解电容。这种电容以70%的水填充，其具有价格低廉、性能优良等特点，尤其具备低ESR与高耐压的特色。然而，水基电解液具有腐蚀性，导致电容无法长期稳定工作，这是水基电容研发早期的重大技术障碍。经过多年的技术攻关，日本学者鹈沢滋（Shigeru Uzawa）领导的研究团队终于在90年代末成功研发出一种混合型抑制剂，解决了铝电容氢化的难题。随后于1998年，红宝石公司推出了ZL和ZA两个系列的新产品，其含水量为40%，工作温度范围可达 −40-105°C，这是水基电解电容首次得到生产运用。随后的电解液中，水的比重提升到70%。其他制造商，如NCC、Nichicon与Elna也很快推出了自家的同类产品。
在此期间，一名研究员离开红宝石，转为另一中国公司工作，并复制了ZA和ZL系列电解液。而后，中国公司有几名员工携带配方离开，并将其出售给许多位于台湾的电解电容厂商，且售价比日本公司更为低廉。然而，这几名管理人员手中的配方并不完整，缺失了对电容长期稳定工作至关重要的化学成分，导致电解液灌入铝电容后不再稳定，会与铝发生化学反应，产生氢气。这些电解电容随后以「低阻抗」、「低ESR」、「高纹波电流」、「耐压100V」大规模进入消费电子市场。
此问题發現於1999年，但在2000年中此種電容器仍常用于制造，但直到2007年，當世界各地的多數代工製造商已得知此消息（通常在使用產品一年多後會出現問題）進而修正缺失时，仍有瑕疵電容投入使用。由於瑕疵電容內錯誤的電解液成分會產生氫氣，進而導致電容器膨脹變形，最終會使電解液泄漏，还有少数案例中瑕疵電容导致爆炸。

## 影響方式
最早發現的主機板上的瑕疵電容可追溯至Socket 7主機板，且影響時間所及最近製造出來的主機板。主機板廠商製造含瑕疵電容板的電容是來自於其他製造廠，這也不單單只出現在PC零組件上，第一代的iMac G5與部份eMac也受影響。

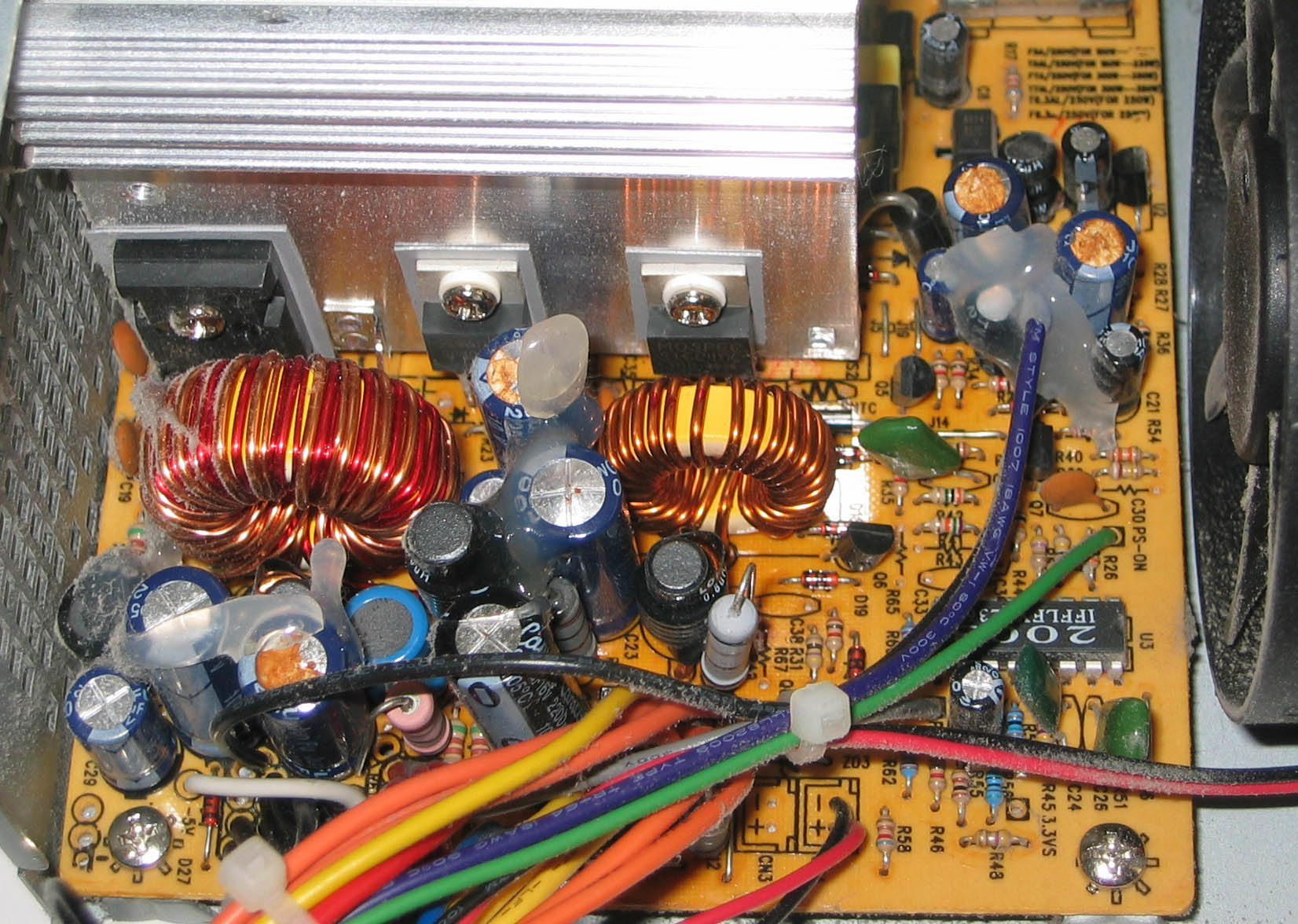
電容器損壞的電源供應器

當電容災難大範圍地影響桌上型電腦硬體時，此狀況並沒只限於該領域。在部份相機、網路交換器、音響配件、DVD播放機等也都發現瑕疵電容。甚至有些汽車的ECU也發現使用這些電容。不過，電腦零件是最常發現這些電容的蹤跡。
這些使用了瑕疵電容的組件還是使很多人發怒，特別像是主機板主要配置的高品質電容中有一兩顆瑕疵電容，導致指控部份主機板廠商此舉為「有計畫的損毀」。有個例子是這些瑕疵電容（通常會在半年內損毀）還是製造出來，且還是被製造廠選用進去。
在2005年5月，有些跡象顯示出在iMac、英特爾、戴爾主機板內有瑕疵的尼吉康電容是由於其他問題（填充過量電解液的電容）而導致，而並不是因為錯誤的電解液成分所造成。然而，正常的電容在系統的作用效果與自身的物理性質與瑕疵電容是一樣的，不過還是要辨識出來，而且要修復它。（只有Nichicon HM與HN系列電容受影響）

## 徵狀

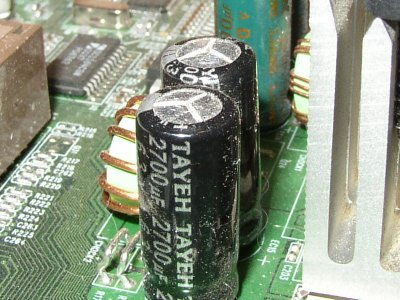
無論多細微的頂端膨脹，都意味著該電容失效。

檢驗電容最常用的方法就是用眼觀察。瑕疵電容會表現以下幾種徵兆：
- 電容頂端凸起。（只會在頂端有T字、Y字、十字壓力線表現。而壓力線的設計是為了使爆炸的壓力轉為凸起裂開）
- 戴爾Optiplex GX270s系列個人電腦在重啟時經常出現"Thermal Event"訊息。
- 底端橡胶塞突出，因而导致电容底座弯曲。
- 電容內的電解液（棕色黏性物質）漏出到主機板上。
- 電容頂端變形，看得到棕色物質，或是變形端有看得到的洞。

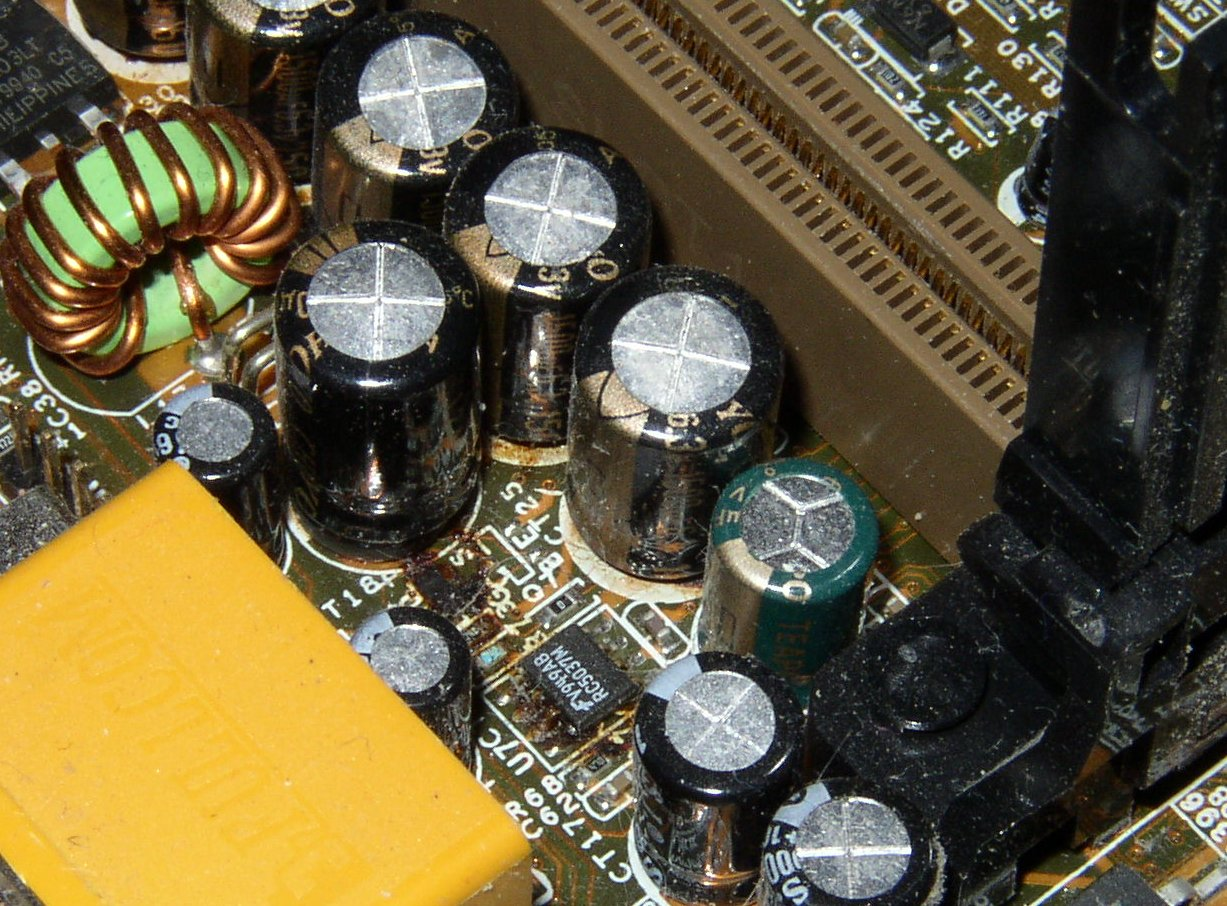
有瑕疵的 Choyo 電容內的電解液漏出主機板上。

當電容使用時間變久，電容量會逐漸降低而ESR（等效串聯電阻）會逐漸增加。這種情形發生後，電容就無法充分的提供內部的直流電至主機板，造成系統不穩。而系統部份共同的徵兆如下：
- 有时候无法开机，必须按“重启”按钮或者重新启动
- 不穩的系統（經常當機、BSOD、内核错误（kernel panics）等），特別是該徵兆發生頻率隨時間增長。
- CPU核心電壓或其他系統電壓嚴重波動或超出範圍，可能連帶提升CPU溫度。
- 記憶體錯誤，而發生頻率隨時間增長。
- 非人為自動重啟。
- 在主機板內建顯示，部份顯示模式出現不穩畫面。
- 無法完成加電自檢，或剛完成即重啟。
- 無法開始加電自檢，風扇轉動但是系統當機。

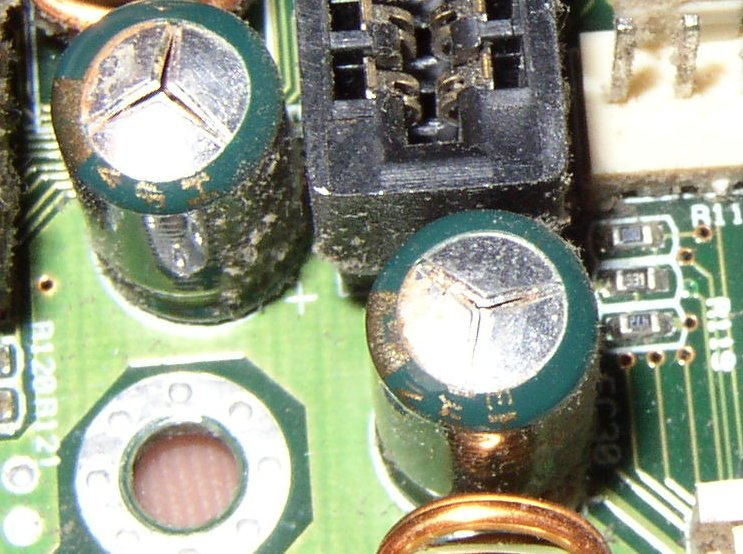
瑕疵的 Tayeh 電容在頂端的鋁殼有變形現象。

不像物理特徵是顯而易見的，很多系統狀態可能會由於其他因素造成，像是使用壞的電源供應器、灰塵妨礙風扇運作、損壞的記憶體等其他硬體問題。通常不穩定的狀況是當作業系統運作中，可能遇到的軟體問題(像是部份的惡意軟體、糟糕的驅動程式或軟體)，而且不是起因於硬體問題。如果這些徵狀發生，將主機殼開啟，檢查電容，特別注意CPU周圍的電容，可立即檢查電容狀態。如果沒有物理現象，示波器能夠檢驗電容的電壓，如果出現極端的電壓波折表示著這顆電容並沒有正常運作。

## 產生瑕疵電容的原因
在部份案例，製造瑕疵電容根本的原因是產業間諜的情報錯誤。部份台灣電解液廠竊取未完成的電解液成分，而且缺乏製造穩定電容所需成分。（非腐蝕性成分由於工業竞争並未公開）
當瑕疵電容充電的時候，水基的電解液將會變得不穩定，進而產生氫氣。由於這些電容是用鋁殼將它封存，這些壓力使得電容頂端開始變形，或封閉接頭的橡膠被擠下來。直到當壓力超過金屬殼的伸展性以後，將會從橡膠底爆出來，或是從電容頂端爆出來。當一個電解電容器爆裂的時候，會出現爆炸聲與一個嘶嘶聲雜音，甚至是小爆炸。這個現象通常會使內部變得雜亂，而為了避免酸性的電解液進一步的侵蝕主機板，一定要清除乾淨。

## 電容檢驗
失效的電容器一般都會造成像上述系統不穩定的狀況，有時候，失效的電容器將在主機板上導致電壓調節器失效。主要有二個理論可以解釋為何發生此狀況。 
第一種較易懂的情況是這類失效的電容會有非常高的漏電流，過高負載的電壓調節器會造成過熱而失效。
第二種情況是當電容值減少且ESR值增加，電壓調整器內的降壓調節器為了補償負載而增加交換頻率。因為 MOSFET 在交換過渡期間會產生熱量，頻率增加而導致過熱而失效。 

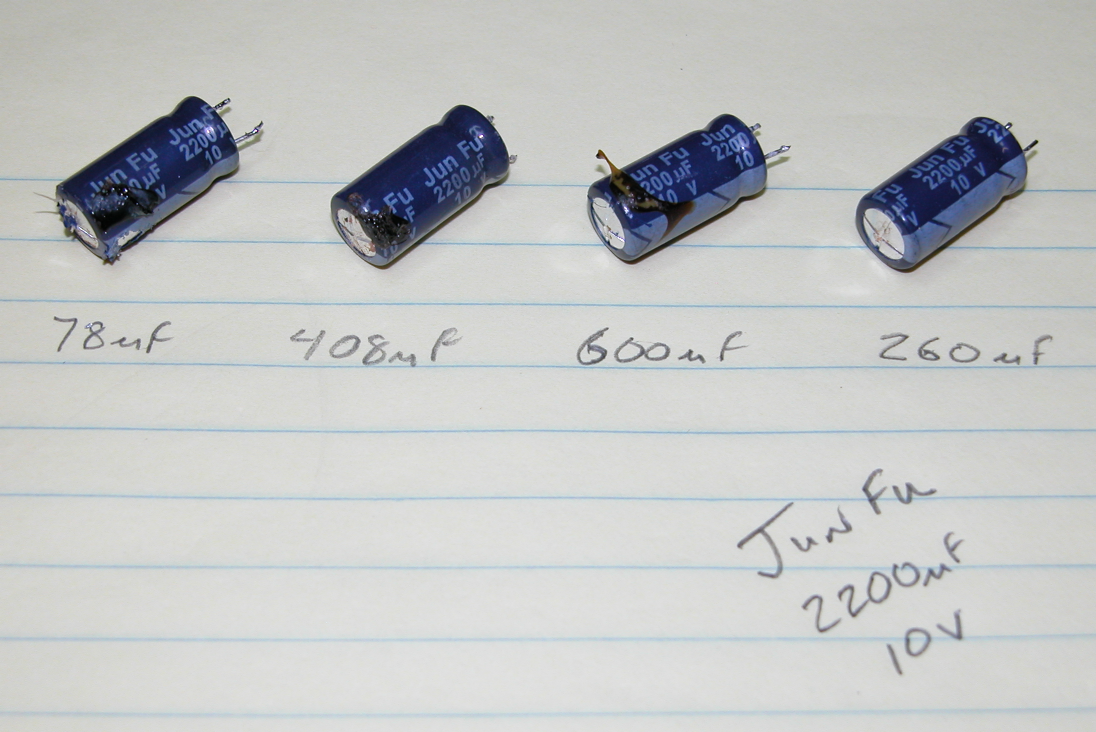
從電腦電源供應器取出的電容，發現測試數值是異常的低。

一顆失效的電容標示著 2200 µF，但是可能只能儲存 75 µF 的電量。長時間的使用，50%的衰退是可以被預期的，但是不可能衰退到只剩 5%。降壓交換調節器卻會被如此低的電量使得穩定性大打折扣，而且調節器的電壓波動可能會大於連結至IC的建議最大波動值。
最普遍的情況是，當電壓調節器壞掉時將會從電源供應直接傳導至裝置，導致從電源供應器輸出的12V或5V電源直接輸入至CPU、北橋、記憶體及其他組件，而這些組件將燒毀。當主機板發現使用有瑕疵的電容器就應該被拿出處理，直到修理完畢，避免進一步的損害。

## 外部連結
- （页面存档备份，存于） - Carey Holzman claims to be the first journalist to bring this issue to the public's attention and has worked with lawyers to bring settlements from major manufacturers.
- BadCaps （页面存档备份，存于） — A repair site offering tutorials on proper soldering, repair services and replacement capacitors
- Capacitor Lab （页面存档备份，存于） - Repair and bad capacitor information site
- Motherboard Capacitor Problem Blows Up （页面存档备份，存于） — An article about capacitor failures
- Identification of Missing or Insufficient Electrolyte Constituents in Failed Aluminum Electrolytic Capacitors; Hilman and Helmold, CARTS 2004 （页面存档备份，存于）